# Liga Mistrzów CONCACAF (2019)
Liga Mistrzów CONCACAF 2019  była 11. edycją Ligi Mistrzów CONCACAF pod obecną nazwą i ogólnie 54. edycją najważniejszych rozgrywek klubowych organizowanych przez CONCACAF, regionalny organ zarządzający Ameryki Północnej , Ameryka Środkowa i Karaiby.
Zwycięzcą po raz czwarty w historii został CF Monterrey, po pokonaniu w dwumeczu finałowym Tigres UANL. Jako zwycięzcy Ligi Mistrzów CONCACAF 2019, zakwalifikowali się do Klubowych Mistrzostw Świata FIFA 2019 w Katarze. Broniąca tytułu Guadalajara nie zakwalifikowali się do tego turnieju i nie byli w stanie obronić tytułu.

## Kwalifikacja
W Lidze Mistrzów CONCACAF wzięło udział łącznie 16 drużyn:
- Strefa Ameryki Północnej: 9 drużyn (z trzech państw)
- Strefa Ameryki Środkowej: 5 drużyn (z pięciu państw)
- Strefa Karaibów: 1 zespół (z jednego państwa)
- Zwycięzca Ligi CONCACAF (z jednego państwa, ze Strefy Ameryki Środkowej lub Karaibów)

### Ameryka Północna
Dziewięć miejsc przyznanych dla North American Football Union (NAFU) zostały przydzielone trzem związkom członkowskim NAFU w następujący sposób: po cztery miejsca dla Meksyku i Stanów Zjednoczonych oraz jedno miejsce dla Kanady.
W przypadku Meksyku mistrzowie i wicemistrzowie turniejów Ligi MX Apertury i Clausury Liguilla zakwalifikowali się do Ligi Mistrzów CONCACAF. Jeśli była jakaś drużyna, która byłaby finalistą obu turniejów, zwolnione miejsce było przydzielane zgodnie ze wzorem opartym na wynikach sezonu regularnego, który zapewniał, że dwie drużyny zakwalifikowały się w każdym turnieju.
W przypadku Stanów Zjednoczonych, z powodu restrukturyzacji Ligi Mistrzów CONCACAF począwszy od 2018 r., Po dwie drużyny z sezonów 2017 i 2018 zakwalifikowały się do Ligi Mistrzów CONCACAF 2019:
- Mistrzowie MLS z 2017 i 2018 roku
- Zdobywcy U.S. Open Cup z 2017 i 2018 roku

Jeśli był jakikolwiek zespół, który zakwalifikował się z wielu miejsc lub jeśli był jakikolwiek zespół MLS z Kanady, który był mistrzem MLS w 2017 lub 2018, zwolnione miejsce w turnieju zostało przeniesione do zespołu z USA z najlepszym łącznym bilansem w tabeli zbiorczej sezonów zasadniczych 2017 i 2018.
W przypadku Kanady do Ligi Mistrzów zakwalifikował się zwycięzca turnieju o Mistrzostwo Kanady.

### Ameryka Centralna
Pięć miejsc dla Central American Football Union (UNCAF) zostało przydzielonych pięciu z siedmiu krajów członkowskich UNCAF w następujący sposób: po jednym miejscu dla każdego z Kostaryki, Salwadoru, Gwatemali, Hondurasu i Panamy. Ponieważ wszystkie ligi Ameryki Środkowej stosowały podział sezonu z dwoma turniejami w jednym sezonie, mistrzowie z lepszym łącznym bilansem (lub dowolna drużyna, która była mistrzem obu turniejów) w ligach Kostaryki, Salwadoru, Gwatemali, Hondurasu i Panamy zakwalifikowali się do Ligi Mistrzów CONCACAF. Kolejnych 13 drużyn z Ameryki Środkowej, które zakwalifikowały się przez swoje ligi krajowe, weszło do Ligi CONCACAF.
Jeśli wykluczono zespoły z któregokolwiek z federacji Ameryki Środkowej, zostały one zastąpione przez zespoły z innych federacji z Ameryki Środkowej, a wybrane na podstawie wyników z poprzednich turniejów Ligi Mistrzów CONCACAF.

### Karaiby
Jedyne miejsce dla Caribbean Football Union (CFU), która składała się z 31 federacji członkowskich, zostało przydzielone w ramach CFU Club Championship, pierwszego subkontynentalnego turnieju klubowego Karaibów. Od 2018 roku karaibskie mistrzostwa klubowe CONCACAF były otwarte dla drużyn z lig zawodowych. Aby zakwalifikować się do mistrzostw karaibskich klubów CONCACAF, zespoły musiały skończyć jako mistrzowie lub wicemistrzowie ligi swojego związku w poprzednim sezonie.
Mistrzowie Klubowych Mistrzostw Karaibów CONCACAF zakwalifikowali się do Ligi Mistrzów CONCACAF. Kolejne trzy drużyny z Karaibów weszły do Ligi CONCACAF.

### Liga CONCACAF
Oprócz 15 bezpośrednich uczestników Ligi Mistrzów CONCACAF, kolejne 16 drużyn (13 z Ameryki Środkowej i 3 z Karaibów) weszło do Ligi CONCACAF, turnieju odbywającego się od sierpnia do października przed Ligą Mistrzów CONCACAF. Mistrzowie Ligi CONCACAF zakwalifikowali się do Ligi Mistrzów CONCACAF.

## Uczestnicy

### Zakwalifikowane drużyny z Ameryki Północnej (9 drużyn)
| Federacja                     | Drużyna              | Zakwalifikowany jako                                                             | Występy (Ostatni) | Najlepszy wynik       |
| ----------------------------- | -------------------- | -------------------------------------------------------------------------------- | ----------------- | --------------------- |
| Meksyk (4 miejsca)            | Tigres UANL          | Mistrz Meksyku Apertura 2017                                                     | 4 (2018)          | Finał (2016/17)       |
| Meksyk (4 miejsca)            | Santos Laguna        | Mistrz Meksyku Clausura 2018                                                     | 5 (2015/16)       | Finał (2012/13)       |
| Meksyk (4 miejsca)            | C.F. Monterrey       | Wicemistrz Meksyku Apertura 2017                                                 | 4 (2016/17)       | Zwycięstwo (2012/13)  |
| Meksyk (4 miejsca)            | Deportivo Toluca     | Wicemistrz Meksyku Clausura 2018                                                 | 3 (2013/14)       | Finał (2013/14)       |
| Stany Zjednoczone (4 miejsca) | Atlanta United FC    | Mistrz MLS 2018                                                                  | debiutant         | debiutant             |
| Stany Zjednoczone (4 miejsca) | Sporting Kansas City | Zdobywca U.S. Open Cup 2017                                                      | 3 (2016/17)       | Ćwierćfinał (2012/13) |
| Stany Zjednoczone (4 miejsca) | Houston Dynamo       | Zdobywca U.S. Open Cup 2018                                                      | 4 (2013/14)       | Ćwierćfinał (2012/13) |
| Stany Zjednoczone (4 miejsca) | New York Red Bulls   | Drużyna z USA z najlepszym łącznym bilansem sezonów zasadniczych MLS 2017 i 2018 | 4 (2018)          | Półfinał (2018)       |
| Kanada (1 miejsce)            | Toronto FC           | Mistrz Kanady 2018                                                               | 5 (2018)          | Finał (2018)          |

### Zakwalifikowane drużyny z Ameryki Środkowej (6 drużyn)
| Federacja                           | Drużyna            | Zakwalifikowany jako                                                                               | Występy (Ostatni) | Najlepszy wynik        |
| ----------------------------------- | ------------------ | -------------------------------------------------------------------------------------------------- | ----------------- | ---------------------- |
| Kostaryka (1 miejsce + zdobywca LC) | Deportivo Saprissa | Drużyna z najlepszym łącznym bilansem obu turniejów sezonu 2017/18                                 | 7 (2018)          | Półfinał (2010/11)     |
| Kostaryka (1 miejsce + zdobywca LC) | CS Herediano       | Zdobywca Ligi CONCACAF 2018                                                                        | 8 (2018)          | Półfinał (2014/15)     |
| Salwador (1 miejsce)                | Alianza FC         | Mistrz Salwadoru Apertura 2017 i Clausura 2018                                                     | 2 (2016/17)       | Faza grupowa (2016/17) |
| Gwatemala (1 miejsce)               | C.D. Guastatoya    | Zwycięzca kwalifikacji krajowych.                                                                  | debiutant         | debiutant              |
| Honduras (1 miejsce)                | C.D. Marathón      | Drużyna z najlepszym łącznym bilansem obu turniejów sezonu 2017/18 (Apertura 2017 i Clausura 2018) | 4 (2012/13)       | Ćwierćfinał (2009/10)  |
| Panama (1 miejsce)                  | Independiente      | Drużyna z najlepszym łącznym bilansem obu turniejów sezonu 2017/18 (Apertura 2017 i Clausura 2018) | debiutant         | debiutant              |

### Zakwalifikowane drużyny z Karaibów (1 drużyna)
| Federacja  | Drużyna          | Zakwalifikowany jako                | Występy (Ostatni) | Najlepszy wynik |
| ---------- | ---------------- | ----------------------------------- | ----------------- | --------------- |
| Dominikana | Atlético Pantoja | Zdobywca CFU Club Championship 2018 | debiutant         | debiutant       |

## Format
Turniej rozegrano w formie pucharowej w formie dwumeczów (mecz i wyjazd).
- Jeśli wynik bramkowy w dwumeczu był remisowy, o awansie decydowała zasada bramek na wyjeździe. Jeśli nadal był remis rozgrywano konkurs rzutów karnych.[1]
- W finale nie obowiązywała zasada nie obowiązywała zasada bramek na wyjeździe. Jeśli wynik bramkowy w dwumeczu był remisowy, rozgrywano dogrywkę 2 x 15 minut. Jeśli nadal był remis rozgrywano konkurs rzutów karnych.[1]

## Harmonogram
Harmonogram zawodów przedstawiał się następująco.
|             | Pierwsze mecze    | Rewanże             |
| ----------- | ----------------- | ------------------- |
| 1/8 finału  | 19–21 lutego 2019 | 26–28 lutego 2019   |
| Ćwierćfinał | 5–6 marca 2019    | 12–14 marca 2019    |
| Półfinał    | 3–4 kwietnia 2019 | 10–11 kwietnia 2019 |
| Final       | 23 kwietnia 2019  | 1 maja 2019         |

## Drabinka
|  |                   |                    |                   |                   |            |   |   |                   |                    |              |              |              |  |  |           |           |           |           |           |  |  |       |       |       |       |       |
|  | 1/8 finału        | 1/8 finału         | 1/8 finału        | 1/8 finału        | 1/8 finału |   |   | Ćwierćfinały      | Ćwierćfinały       | Ćwierćfinały | Ćwierćfinały | Ćwierćfinały |  |  | Półfinały | Półfinały | Półfinały | Półfinały | Półfinały |  |  | Finał | Finał | Finał | Finał | Finał |
|  | 1/8 finału        | 1/8 finału         | 1/8 finału        | 1/8 finału        | 1/8 finału |   |   | Ćwierćfinały      | Ćwierćfinały       | Ćwierćfinały | Ćwierćfinały | Ćwierćfinały |  |  | Półfinały | Półfinały | Półfinały | Półfinały | Półfinały |  |  | Finał | Finał | Finał | Finał | Finał |
|  |                   |                    |                   |                   |            |   |   |                   |                    |              |              |              |  |  |           |           |           |           |           |  |  |       |       |       |       |       |
|  |                   |                    |                   |                   |            |   |   |                   |                    |              |              |              |  |  |           |           |           |           |           |  |  |       |       |       |       |       |
|  | Gwatemala         | C.D. Guastatoya    | 0                 | 1                 | 1          |   |   |                   |                    |              |              |              |  |  |           |           |           |           |           |  |  |       |       |       |       |       |
|  | Gwatemala         | C.D. Guastatoya    | 0                 | 1                 | 1          |   |   |                   |                    |              |              |              |  |  |           |           |           |           |           |  |  |       |       |       |       |       |
|  | Stany Zjednoczone | Houston Dynamo     | 1                 | 2                 | 3          |   |   |                   |                    |              |              |              |  |  |           |           |           |           |           |  |  |       |       |       |       |       |
|  | Stany Zjednoczone | Houston Dynamo     | 1                 | 2                 | 3          |   |   | Stany Zjednoczone | Houston Dynamo     | 0            | 0            | 0            |  |  |           |           |           |           |           |  |  |       |       |       |       |       |
|  |                   |                    |                   |                   |            |   |   | Stany Zjednoczone | Houston Dynamo     | 0            | 0            | 0            |  |  |           |           |           |           |           |  |  |       |       |       |       |       |
|  |                   |                    | Meksyk            | Tigres UANL       | 2          | 1 | 3 |                   |                    |              |              |              |  |  |           |           |           |           |           |  |  |       |       |       |       |       |
|  | Kostaryka         | Deportivo Saprissa | Meksyk            | Tigres UANL       | 2          | 1 | 3 | 1                 | 1                  | 2            |              |              |  |  |           |           |           |           |           |  |  |       |       |       |       |       |
|  | Kostaryka         | Deportivo Saprissa |                   |                   |            |   |   |                   |                    | 2            |              |              |  |  |           |           |           |           |           |  |  |       |       |       |       |       |
|  | Meksyk            | Tigres UANL        | 0                 | 5                 | 5          |   |   |                   |                    |              |              |              |  |  |           |           |           |           |           |  |  |       |       |       |       |       |
|  | Meksyk            | Tigres UANL        | 0                 | 5                 | 5          |   |   | Meksyk            | Tigres UANL        | 3            | 2            | 5            |  |  |           |           |           |           |           |  |  |       |       |       |       |       |
|  |                   |                    |                   |                   |            |   |   |                   |                    |              |              |              |  |  |           |           |           |           |           |  |  |       |       |       |       |       |
|  |                   |                    | Meksyk            | Santos Laguna     | 0          | 3 | 3 |                   |                    |              |              |              |  |  |           |           |           |           |           |  |  |       |       |       |       |       |
|  | Dominikana        | Atlético Pantoja   | Meksyk            | Santos Laguna     | 0          | 3 | 3 | 0                 | 0                  | 0            |              |              |  |  |           |           |           |           |           |  |  |       |       |       |       |       |
|  | Dominikana        | Atlético Pantoja   |                   |                   |            |   |   |                   |                    | 0            |              |              |  |  |           |           |           |           |           |  |  |       |       |       |       |       |
|  | Stany Zjednoczone | New York Red Bulls | 2                 | 3                 | 5          |   |   |                   |                    |              |              |              |  |  |           |           |           |           |           |  |  |       |       |       |       |       |
|  | Stany Zjednoczone | New York Red Bulls | 2                 | 3                 | 5          |   |   | Stany Zjednoczone | New York Red Bulls | 0            | 2            | 2            |  |  |           |           |           |           |           |  |  |       |       |       |       |       |
|  |                   |                    |                   |                   |            |   |   | Stany Zjednoczone | New York Red Bulls | 0            | 2            | 2            |  |  |           |           |           |           |           |  |  |       |       |       |       |       |
|  |                   |                    | Meksyk            | Santos Laguna     | 2          | 4 | 6 |                   |                    |              |              |              |  |  |           |           |           |           |           |  |  |       |       |       |       |       |
|  | Honduras          | C.D. Marathón      | Meksyk            | Santos Laguna     | 2          | 4 | 6 | 2                 | 0                  | 2            |              |              |  |  |           |           |           |           |           |  |  |       |       |       |       |       |
|  | Honduras          | C.D. Marathón      |                   |                   |            |   |   |                   |                    | 2            |              |              |  |  |           |           |           |           |           |  |  |       |       |       |       |       |
|  | Meksyk            | Santos Laguna      | 6                 | 5                 | 11         |   |   |                   |                    |              |              |              |  |  |           |           |           |           |           |  |  |       |       |       |       |       |
|  | Meksyk            | Santos Laguna      | 6                 | 5                 | 11         |   |   | Meksyk            | Tigres UANL        | 0            | 1            | 1            |  |  |           |           |           |           |           |  |  |       |       |       |       |       |
|  |                   |                    |                   |                   |            |   |   |                   |                    |              |              |              |  |  |           |           |           |           |           |  |  |       |       |       |       |       |
|  |                   |                    | Meksyk            | C.F. Monterrey    | 1          | 1 | 2 |                   |                    |              |              |              |  |  |           |           |           |           |           |  |  |       |       |       |       |       |
|  | Salwador          | Alianza FC         | Meksyk            | C.F. Monterrey    | 1          | 1 | 2 | 0                 | 0                  | 0            |              |              |  |  |           |           |           |           |           |  |  |       |       |       |       |       |
|  | Salwador          | Alianza FC         |                   |                   |            |   |   |                   |                    | 0            |              |              |  |  |           |           |           |           |           |  |  |       |       |       |       |       |
|  | Meksyk            | C.F. Monterrey     | 0                 | 1                 | 1          |   |   |                   |                    |              |              |              |  |  |           |           |           |           |           |  |  |       |       |       |       |       |
|  | Meksyk            | C.F. Monterrey     | 0                 | 1                 | 1          |   |   | Meksyk            | C.F. Monterrey     | 3            | 0            | 3            |  |  |           |           |           |           |           |  |  |       |       |       |       |       |
|  |                   |                    |                   |                   |            |   |   | Meksyk            | C.F. Monterrey     | 3            | 0            | 3            |  |  |           |           |           |           |           |  |  |       |       |       |       |       |
|  |                   |                    | Stany Zjednoczone | Atlanta United FC | 0          | 1 | 1 |                   |                    |              |              |              |  |  |           |           |           |           |           |  |  |       |       |       |       |       |
|  | Kostaryka         | CS Herediano       | Stany Zjednoczone | Atlanta United FC | 0          | 1 | 1 | 3                 | 0                  | 3            |              |              |  |  |           |           |           |           |           |  |  |       |       |       |       |       |
|  | Kostaryka         | CS Herediano       |                   |                   |            |   |   |                   |                    | 3            |              |              |  |  |           |           |           |           |           |  |  |       |       |       |       |       |
|  | Stany Zjednoczone | Atlanta United FC  | 1                 | 4                 | 5          |   |   |                   |                    |              |              |              |  |  |           |           |           |           |           |  |  |       |       |       |       |       |
|  | Stany Zjednoczone | Atlanta United FC  | 1                 | 4                 | 5          |   |   | Meksyk            | C.F. Monterrey     | 5            | 5            | 10           |  |  |           |           |           |           |           |  |  |       |       |       |       |       |
|  |                   |                    |                   |                   |            |   |   |                   |                    |              |              |              |  |  |           |           |           |           |           |  |  |       |       |       |       |       |
|  |                   |                    | Stany Zjednoczone | Sporting KC       | 0          | 2 | 2 |                   |                    |              |              |              |  |  |           |           |           |           |           |  |  |       |       |       |       |       |
|  | Panama            | Independiente      | Stany Zjednoczone | Sporting KC       | 0          | 2 | 2 | 4                 | 1                  | 5            |              |              |  |  |           |           |           |           |           |  |  |       |       |       |       |       |
|  | Panama            | Independiente      |                   |                   |            |   |   |                   |                    | 5            |              |              |  |  |           |           |           |           |           |  |  |       |       |       |       |       |
|  | Kanada            | Toronto FC         | 0                 | 1                 | 1          |   |   |                   |                    |              |              |              |  |  |           |           |           |           |           |  |  |       |       |       |       |       |
|  | Kanada            | Toronto FC         | 0                 | 1                 | 1          |   |   | Panama            | Independiente      | 2            | 0            | 2            |  |  |           |           |           |           |           |  |  |       |       |       |       |       |
|  |                   |                    |                   |                   |            |   |   | Panama            | Independiente      | 2            | 0            | 2            |  |  |           |           |           |           |           |  |  |       |       |       |       |       |
|  |                   |                    | Stany Zjednoczone | Sporting KC       | 1          | 3 | 4 |                   |                    |              |              |              |  |  |           |           |           |           |           |  |  |       |       |       |       |       |
|  | Stany Zjednoczone | Sporting KC        | Stany Zjednoczone | Sporting KC       | 1          | 3 | 4 | 3                 | 2                  | 5            |              |              |  |  |           |           |           |           |           |  |  |       |       |       |       |       |
|  | Stany Zjednoczone | Sporting KC        |                   |                   |            |   |   |                   |                    | 5            |              |              |  |  |           |           |           |           |           |  |  |       |       |       |       |       |
|  | Meksyk            | Deportivo Toluca   | 0                 | 0                 | 0          |   |   |                   |                    |              |              |              |  |  |           |           |           |           |           |  |  |       |       |       |       |       |
|  | Meksyk            | Deportivo Toluca   | 0                 | 0                 | 0          |   |   |                   |                    |              |              |              |  |  |           |           |           |           |           |  |  |       |       |       |       |       |
|  |                   |                    |                   |                   |            |   |   |                   |                    |              |              |              |  |  |           |           |           |           |           |  |  |       |       |       |       |       |

## 1/8 finału
| Drużyna 1                            | Wynik dwumeczu | Drużyna 2          | Pierwszy mecz | Drugi mecz |
| ------------------------------------ | -------------- | ------------------ | ------------- | ---------- |
| C.D. Guastatoya                      | 1:3            | Houston Dynamo     | 0:1           | 1:2        |
| Deportivo Saprissa                   | 2:5            | Tigres UANL        | 1:0           | 1:5        |
| Atlético Pantoja                     | 0:5            | New York Red Bulls | 0:2           | 0:3        |
| C.D. Marathón                        | 2:11           | Santos Laguna      | 2:6           | 0:5        |
| Alianza FC                           | 0:1            | C.F. Monterrey     | 0:0           | 0:1        |
| CS Herediano                         | 3:5            | Atlanta United FC  | 3:1           | 0:4        |
| Independiente                        | 5:1            | Toronto FC         | 4:0           | 1:1        |
| Sporting Kansas City                 | 5:0            | Deportivo Toluca   | 3:0           | 2:0        |
| Po lewej gospodarz pierwszego meczu. |                |                    |               |            |

### Pierwsze mecze
| 19 lutego 2019 22:00 UTC-6 | C.D. Guastatoya | 0:1(0:0) | Houston Dynamo · Beasley 84' | Estadio Doroteo Guamuch Flores, Gwatemala Sędzia: Kimbell Ward |
|                            |                 |          |                              |                                                                |

| 19 lutego 2019 20:00 UTC-6 | Deportivo Saprissa · Johan Venegas 73' | 1:0(0:0) | Tigres UANL | Estadio Ricardo Saprissa Aymá, San José Sędzia: Jair Marrufo |
|                            |                                        |          |             |                                                              |

| 20 lutego 2019 20:00 UTC-4 | Atlético Pantoja | 0:2(0:1) | New York Red Bulls · Jean Innocent 39' (sam.) · Daniel Royer 66' | Estadio Olímpico Félix Sánchez, Santo Domingo Sędzia: Ismael Cornejo |
|                            |                  |          |                                                                  |                                                                      |

| 20 lutego 2019 20:00 UTC-6 | C.D. Marathón · Marlon Ramírez 50' · Justin Arboleda 74' | 2:6(0:3) | Santos Laguna · Javier Marcelo Correa 19', 32', 38' · Dória 49' · Marlos Moreno 61' · Julio Furch 68' | Estadio Olímpico Metropolitano, San Pedro Sula Sędzia: Yadel Martínez |
|                            |                                                          |          | |                                                                       |

| 20 lutego 2019 22:00 UTC-6 | Alianza FC | 0:0(0:0) | C.F. Monterrey | Estadio Cuscatlán, San Salvador Sędzia: Kevin Morrison |
|                            |            |          |                |                                                        |

| 21 lutego 2019 22:00 UTC-6 | CS Herediano · José Guillermo Ortiz 8' · Randall Azofeifa 34' · Óscar Granados 49' | 3:1(2:1) | Atlanta United FC · Julian Gressel 41' | Estadio Eladio Rosabal Cordero, Heredia Sędzia: César Arturo Ramos |
|                            |                                                                                    |          |                                        |                                                                    |

| 19 lutego 2019 20:00 UTC-5 | Independiente · Abdiel Ayarza 9' · Omar Browne 48' · Romeesh Ivey 52', 78' | 4:0(1:0) | Toronto FC | Estadio Agustín Sánchez, La Chorrera Sędzia: Iván Barton |
|                            |                                                                            |          |            |                                                          |

| 21 lutego 2019 20:00 UTC-6 | Sporting Kansas City · Krisztián Németh 35' · Gerso Fernandes 52' · Ilie Sánchez 72' | 3:0(1:0) | Deportivo Toluca | Children's Mercy Park, Kansas City Widzów: 13 927 Sędzia: Henry Bejarano |
|                            |                                                                                      |          |                  |                                                                          |

### Rewanże
| 26 lutego 2019 20:00 UTC-6 | Houston Dynamo · Mauro Manotas 77', 85' | 2:1(0:0) | C.D. Guastatoya · Aaron Navarro 72' | BBVA Compass Stadium, Houston Widzów: 10 021 Sędzia: Saíd Martínez |
|                            |                                         |          |                                     |                                                                    |

| 26 lutego 2019 22:00 UTC-6 | Tigres UANL · Aubrey David 15' (sam.) · Enner Valencia 25' (k.), 27', 62' · Eduardo Vargas 37' | 5:1(4:1) | Deportivo Saprissa · Mariano Torres 45' | Estadio Universitario, San Nicolás de los Garza Widzów: 40 345 Sędzia: Joel Aguilar |
|                            |                                                                                                |          |                                         |                                                                                     |

| 27 lutego 2019 20:00 UTC-5 | New York Red Bulls · Sean Davis 27' · Daniel Royer 32' (k.) · Andreas Ivan 75' | 3:0(2:0) | Atlético Pantoja | Red Bull Arena, Harrison Widzów: 3 417 Sędzia: John Pitti |
|                            |                                                                                |          |                  |                                                           |

| 27 lutego 2019 20:00 UTC-6 | Santos Laguna · Marlos Moreno 19' · Julio Furch 22' · Ulíses Rivas 31' · Eduardo Aguirre 81' · Diego de Buen 85' (k.) | 5:0(3:0) | C.D. Marathón | Estadio Corona, Torreón Sędzia: Drew Fischer |
|                            | |          |               |                                              |

| 27 lutego 2019 22:00 UTC-6 | C.F. Monterrey · Nicolás Sánchez 86' (k.) | 1:0(0:0) | Alianza FC | Estadio BBVA Bancomer, Guadalupe Sędzia: David Gantar |
|                            |                                           |          |            |                                                       |

| 28 lutego 2019 20:00 UTC-5 | Atlanta United FC · Josef Martínez 1', 63' · Julian Gressel 9' · Leandro González Pírez 83' | 4:0(2:0) | CS Herediano | Fifth Third Bank Stadium, Kennesaw Sędzia: Oshane Nation |
|                            |                                                                                             |          |              |                                                          |

| 26 lutego 2019 20:00 UTC-5 | Toronto FC · Jordan Hamilton 19' | 1:1(1:0) | Independiente · Omar Browne 67' | BMO Field, Toronto Sędzia: Juan Gabriel Calderón |
|                            |                                  |          |                                 |                                                  |

| 28 lutego 2019 22:00 UTC-6 | Deportivo Toluca | 0:2(0:1) | Sporting Kansas City · Gerso Fernandes 8' · Krisztián Németh 62' (k.) | Estadio Nemesio Díez, Toluca Widzów: 14 519 Sędzia: Mario Escobar |
|                            |                  |          |                                                                       |                                                                   |

## Ćwierćfinały
| Drużyna 1                            | Wynik dwumeczu | Drużyna 2            | Pierwszy mecz | Drugi mecz |
| ------------------------------------ | -------------- | -------------------- | ------------- | ---------- |
| Houston Dynamo                       | 0:3            | Tigres UANL          | 0:2           | 0:1        |
| New York Red Bulls                   | 2:6            | Santos Laguna        | 0:2           | 2:4        |
| C.F. Monterrey                       | 3:1            | Atlanta United FC    | 3:0           | 0:1        |
| Independiente                        | 2:4            | Sporting Kansas City | 2:1           | 0:3        |
| Po lewej gospodarz pierwszego meczu. |                |                      |               |            |

### Pierwsze mecze
| 5 marca 2019 22:00 UTC-6 | Houston Dynamo | 0:2(0:0) | Tigres UANL · Enner Valencia 78' · Julián Quiñones 81' | BBVA Compass Stadium, Houston Widzów: 16 890 Sędzia: Iván Barton |
|                          |                |          |                                                        |                                                                  |

| 5 marca 2019 20:00 UTC-5 | New York Red Bulls | 0:2(0:1) | Santos Laguna · Diego Valdés 42' · Julio Furch 47' | Red Bull Arena, Harrison Sędzia: Saíd Martínez |
|                          |                    |          |                                                    |                                                |

| 6 marca 2019 20:00 UTC-5 | C.F. Monterrey · Nicolás Sánchez 17' (k.) · Dorlan Pabón 80' · Jesús Gallardo 84' | 3:0(1:0) | Atlanta United FC | Estadio BBVA Bancomer, Guadalupe Sędzia: Ismael Cornejo |
|                          |                                                                                   |          |                   |                                                         |

| 6 marca 2019 20:00 UTC-5 | Independiente · Romeesh Ivey 39' · Alexis Corpas 59' | 2:1(1:0) | Sporting Kansas City · Ilie Sánchez 51' (k.) | Estadio Agustín Sánchez, La Chorrera Sędzia: Fernando Guerrero Ramírez |
|                          |                                                      |          |                                              |                                                                        |

### Rewanże
| 12 marca 2019 23:00 UTC-6 | Tigres UANL · Carlos Salcedo 67' | 1:0(0:0) | Houston Dynamo | Estadio Universitario, San Nicolás de los Garza Widzów: 41 615 Sędzia: Yadel Martínez |
|                           |                                  |          |                |                                                                                       |

| 12 marca 2019 21:00 UTC-6 | Santos Laguna · José Abella 72' · Brian Lozano 76', 81' · Diego Valdés 79' | 4:2(0:2) | New York Red Bulls · Omir Fernandez 4' · Daniel Royer 9' | Estadio Corona, Torreón Sędzia: John Pitti |
|                           |                                                                            |          |                                                          |                                            |

| 13 marca 2019 20:00 UTC-4 | Atlanta United FC · Josef Martínez 78' | 1:0(0:0) | C.F. Monterrey | Mercedes-Benz Stadium, Atlanta Widzów: 40 048 Sędzia: Henry Bejarano |
|                           |                                        |          |                |                                                                      |

| 14 marca 2019 20:00 UTC-5 | Sporting Kansas City · Krisztián Németh 74', 86' · Roger Espinoza 82' | 3:0(0:0) | Independiente | Children's Mercy Park, Kansas City Widzów: 13 212 Sędzia: Joel Aguilar |
|                           |                                                                       |          |               |                                                                        |

## Półfinały
| Drużyna 1                            | Wynik dwumeczu | Drużyna 2            | Pierwszy mecz | Drugi mecz |
| ------------------------------------ | -------------- | -------------------- | ------------- | ---------- |
| Tigres UANL                          | 5:3            | Santos Laguna        | 3:0           | 2:3        |
| C.F. Monterrey                       | 10:2           | Sporting Kansas City | 5:0           | 5:2        |
| Po lewej gospodarz pierwszego meczu. |                |                      |               |            |

### Pierwsze mecze
| 3 kwietnia 2019 22:00 UTC-6 | Tigres UANL · Eduardo Vargas 8' · Enner Valencia 27', 37' | 3:0(3:0) | Santos Laguna | Estadio Universitario, San Nicolás de los Garza Sędzia: Ismail Elfath |
|                             |                                                           |          |               |                                                                       |

| 4 kwietnia 2019 22:00 UTC-6 | C.F. Monterrey · Dorlan Pabón 7', 76' · Avilés Hurtado 14' · Jesús Gallardo 55' · Nicolás Sánchez 70' (k.) | 5:0(2:0) | Sporting Kansas City | Estadio BBVA Bancomer, Guadalupe Sędzia: Mario Escobar |
|                             | |          |                      |                                                        |

### Rewanże
| 10 kwietnia 2019 20:00 UTC-5 | Santos Laguna · Julio Furch 41', 60' · Diego Valdés 77' | 3:2(1:2) | Tigres UANL · Enner Valencia 11' · Julián Quiñones 34' | Estadio Corona, Torreón Sędzia: Marco Antonio Ortiz |
|                              |                                                         |          |                                                        |                                                     |

| 11 kwietnia 2019 21:00 UTC-5 | Sporting Kansas City · Gerso Fernandes 6', 29' | 2:5(2:2) | C.F. Monterrey · Rogelio Funes Mori 20', 90' · Rodolfo Pizarro 39' · Miguel Layún 61' · Avilés Hurtado 82' | Children's Mercy Park, Kansas City Widzów: 18 467 Sędzia: Joel Aguilar |
|                              |                                                |          | |                                                                        |

## Finał
| Drużyna 1                            | Wynik dwumeczu | Drużyna 2      | Pierwszy mecz | Drugi mecz |
| ------------------------------------ | -------------- | -------------- | ------------- | ---------- |
| Tigres UANL                          | 1:2            | C.F. Monterrey | 0:1           | 1:1        |
| Po lewej gospodarz pierwszego meczu. |                |                |               |            |

| 23 kwietnia 2019 21:00 UTC-5 | Tigres UANL | 0:1(0:1) | C.F. Monterrey · Nicolás Sánchez 43' | Estadio Universitario, San Nicolás de los Garza Widzów: 41 615 Sędzia: John Pitti |
|                              |             |          |                                      |                                                                                   |

| 23 kwietnia 2019 21:00 UTC-5 | C.F. Monterrey · Nicolás Sánchez 26' (k.) | 1:1(1:0) | Tigres UANL · André-Pierre Gignac 85' | Estadio BBVA Bancomer, Guadalupe Widzów: 52 229 Sędzia: Jair Marrufo |
|                              |                                           |          |                                       |                                                                      |

## Najlepsi strzelcy
| LP | Zawodnik              | Klub                              | Bramki |
| -- | --------------------- | --------------------------------- | ------ |
| 1  | Enner Valencia        | Tigres UANL                       | 7      |
| 2  | Julio Furch           | Santos Laguna                     | 5      |
| 2  | Nicolás Sánchez       | C.F. Monterrey                    | 5      |
| 4  | Gerso Fernandes       | Sporting Kansas City              | 4      |
| 4  | Krisztián Németh      | Sporting Kansas City              | 4      |
| 6  | Javier Marcelo Correa | Santos Laguna                     | 3      |
| 6  | Romeesh Ivey          | C.A. Independiente de La Chorrera | 3      |
| 6  | Josef Martínez        | Atlanta United FC                 | 3      |
| 6  | Dorlan Pabón          | C.F. Monterrey                    | 3      |
| 6  | Daniel Royer          | New York Red Bulls                | 3      |
| 6  | Diego Valdés          | Santos Laguna                     | 3      |

Źródło: CONCACAF

## Nagrody
| Nagroda                  | Zawodnik          | Klub                 |
| ------------------------ | ----------------- | -------------------- |
| Złota Piłka              | Nicolás Sánchez   | C.F. Monterrey       |
| Złoty But                | Enner Valencia    | Tigres UANL          |
| Złota Rękawica           | Marcelo Barovero  | C.F. Monterrey       |
| Najlepszy młody zawodnik | Jonathan González | C.F. Monterrey       |
| Nagroda Fair Play        | —                 | Sporting Kansas City |

| Pozycja                                | Zawodnik                 | Klub           |
| -------------------------------------- | ------------------------ | -------------- |
| BR                                     | Marcelo Barovero         | C.F. Monterrey |
| OB                                     | Miguel Layún             | C.F. Monterrey |
| OB                                     | Nicolás Sánchez          | C.F. Monterrey |
| OB                                     | Carlos Salcedo           | Tigres UANL    |
| OB                                     | Jesús Dueñas             | Tigres UANL    |
| PO                                     | Jesús Gallardo           | C.F. Monterrey |
| PO                                     | Rafael Carioca           | Tigres UANL    |
| PO                                     | Carlos Alberto Rodríguez | C.F. Monterrey |
| PO                                     | Luis Enrique Quiñones    | Tigres UANL    |
| N                                      | Enner Valencia           | Tigres UANL    |
| N                                      | Julio Furch              | Santos Laguna  |
| Trener: Diego Alonso ( C.F. Monterrey) |                          |                |